# Aussichtsturm Taubenberg (Warngau)
Der Aussichtsturm Taubenberg ist ein 30 Meter hoher, überdachter Aussichtsturm auf dem Taubenberg im Landkreis Miesbach.

## Lage
Der Turm steht auf dem Taubenberg etwa 300 Meter östlich des Gipfels auf 892 m Höhe auf dem Gebiet der Gemeinde Warngau im oberbayerischen Landkreis Miesbach. Von dem vorgelagerten Berg aus hat man bei Föhnlagen gute Aussicht auf die Alpen und nach München.

## Geschichte
Bereits 1892 war auf dem Taubenberg ein Aussichtsturm aus Holz errichtet worden. Der von einem Fabrikanten geförderte Turm entwickelte sich zu einem Ausflugsziel für Ausflügler aus München.
Der heutige Turm war ursprünglich als Abschlussbauwerk der Kaltenbachquellfassung der Münchner Wasserversorgung geplant. Da der Untergrund im Tal für den Turm nicht tragfähig genug war, steht dort heute das Reisacher Wasserschlösschen. Der Magistrat der Stadt München beschloss daher Ende 1908 den maroden Holzturm durch diesen Monumentalbau zu ersetzen.
Die Arbeiten begannen im Jahr 1910. Der neue Turm wurde vollständig aus Tuffstein errichtet, der über die Bahnstrecke Holzkirchen–Schliersee angeliefert und vom Bahnhof Unterthalham mit Pferdefuhrwerken auf 878 m Höhe befördert wurde. Am 21. Juni 1911 fand die offizielle Einweihung des Aussichtsturmes statt. Zu dieser Zeit lag er auf der Gemarkung der damals noch selbständigen Gemeinde Gotzing.

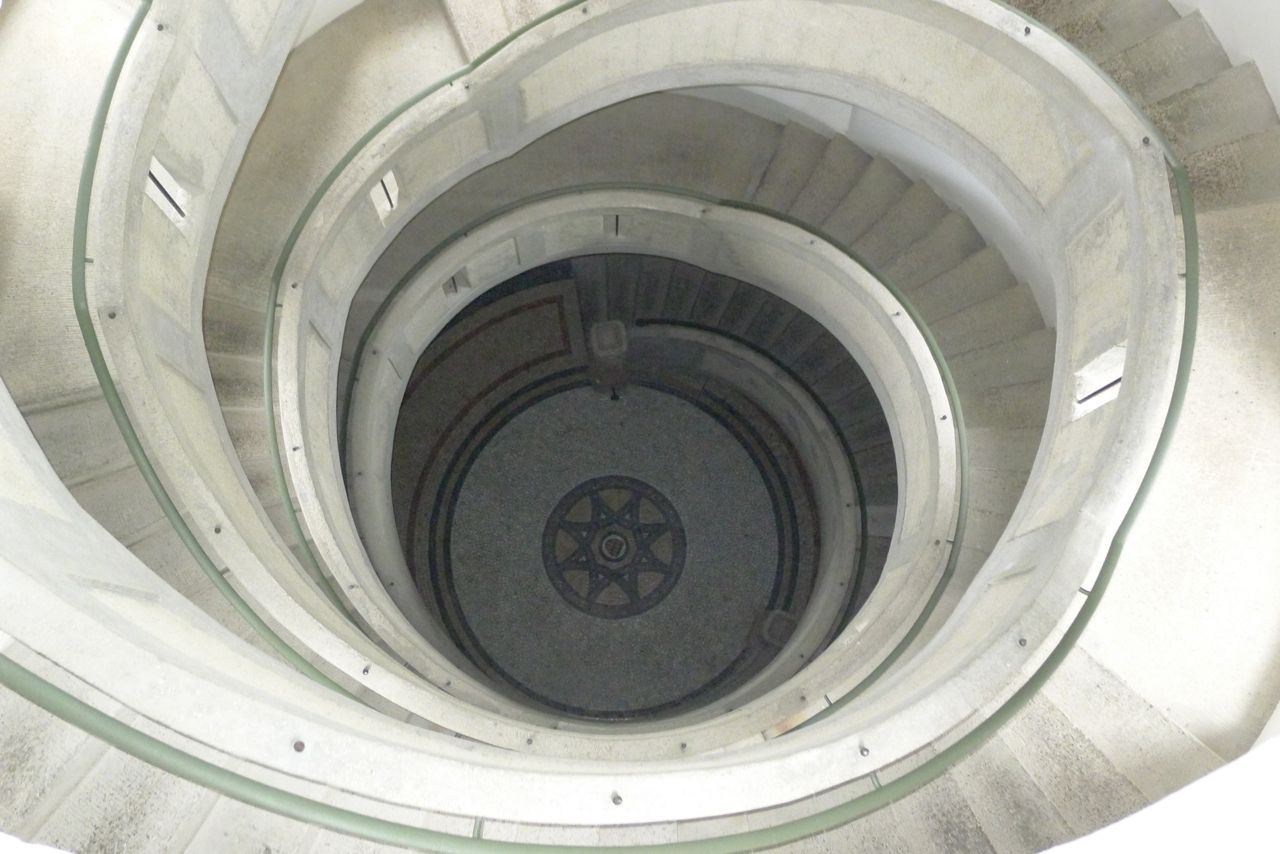
Wendeltreppe des Aussichtsturmes Taubenberg

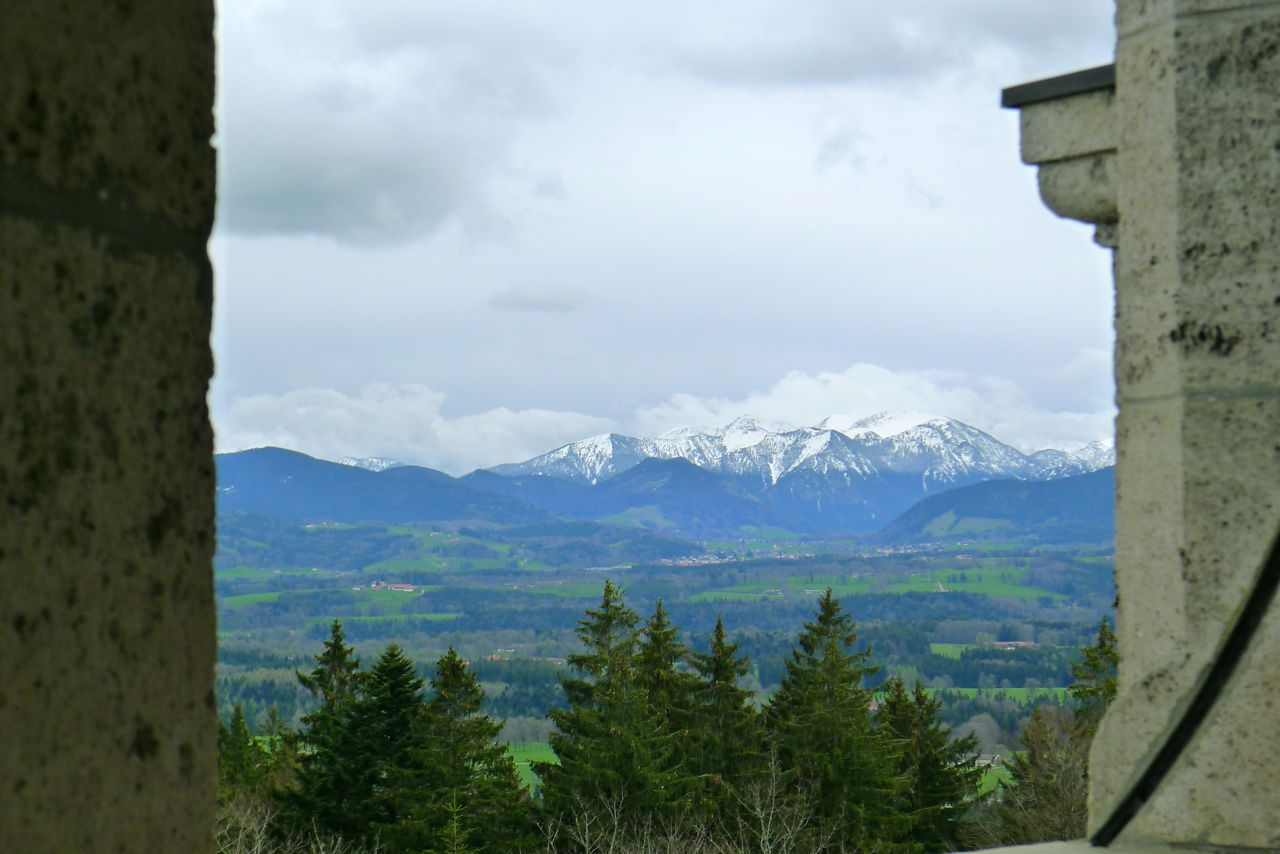
Blick auf die Alpen vom Aussichtsturm Taubenberg

Begehbar ist der Turm über zwei gleichläufige, versetzte Wendeltreppen. Über dem Eingangsportal ist das Münchner Kindl zu sehen. In den ersten Jahren verlangte die Stadt München als Eigentümerin des Turms noch Eintritt für ihn. Besucher können seitdem im Berggasthof Taubenberg während dessen Öffnungszeiten gegen Pfand den Schlüssel ausleihen. Geöffnet ist der Aussichtsturm von Mai bis Oktober.